# Casa de Sant Llorenç
La Casa de Sant Llorenç és un edifici del municipi de Girona que forma part de l'Inventari del Patrimoni Arquitectònic de Catalunya.

## Descripció
És un edifici de planta baixa i quatre pisos, amb façana d'arrebossat caigut i composició de balcons en vertical. A planta baixa hi ha una porta semidovellada on ha catxat la dovella central. Per ella s'accedeix, a través d'un tros cobert, a un pati amb escala de pedra a la dreta i que puja a la resta de plantes. Hi ha un ampit de pedra a l'esquerra que devia recollir l'escala. Al fons del pati hi ha una porta que comunicava amb el carrer jueu paral·lel al de la Força (ara s'usa com a magatzem). La paret d'accés al pati és de molt de gruix, antiga façana a la Força (?) o del carrer interior (?).
En el punt d'unió amb la número 10 hi ha un tros de paret que sobresurt, del qual no se'n sap res. La façana es clou en una cornisa. Balcons de llosana, brancals i llindes planeres de pedra. Fa cantonada amb el carrer de Sant Llorenç. Hi ha la fornícula a Sant Llorenç. Es diu que Sant Llorenç hi residí uns dies.

## Història
Vers el 1492 pertanyia al jueu Belsom Mahir Caracosa, que el vengué en ser expulsat. Vers el 1651 ja es deia casa de Sant Llorenç. El 1685 es considera posar venda de gel a la planta baixa. El 1700 se li uneix la núm. 10 per en Verdalet. Actualment pertany a Carles Stern i Panella i a Carme Panella i Sarrà.